# 新藤淳
新藤淳（しんふじ あつし、1982年〜）は、国立西洋美術館の学芸員。

## 経歴
1982年広島市生まれ。
2007年東京藝術大学大学院美術研究科修士課程芸術学専攻修了（西洋美術史）。

## 著書
- 『版画の写像学』（ありな書房）[3]
- 『ウィーン 総合芸術に宿る夢』（竹林舎）
- 『ドイツ・ルネサンスの挑戦』（東京美術）

## 企画
- 「かたちは、うつる」（2009年）
- 「フェルディナント・ホドラー展」（2014-15年）
- 「No Museum, No Life?－これからの美術館事典」（2015年）
- 「クラーナハ展―500年後の誘惑」（2016-17年）
- 「ここは未来のアーティストたちが眠る部屋となりえてきたか？——国立西洋美術館65年目の自問｜現代美術家たちへの問いかけ」（2024）（参加作家　飯山由貴、梅津庸一、小沢剛、小田原のどか、内藤礼、長島有里枝、パープルームなど）[4][5][6]